# ユカタン共和国
ユカタン共和国（ユカタンきょうわこく、República de Yucatán）は、19世紀にユカタン半島地域に存在した主権国家である。ユカタンは2回にわたって独立したが、第一共和国は1823年5月29日に建国されたものの、同年12月23日に自主的にメキシコ合衆国に再編入したため、独立していた期間は7か月に満たなかった。第二共和国は1841年に中央集権派によるメキシコ共和国から分離し、1848年まで独立を保ったが、復活したメキシコ合衆国に再編入されて消滅した。単に「ユカタン共和国」と言った場合は第二共和国を指し、その領土は今のメキシコのユカタン州、カンペチェ州、キンタナ・ロー州が含まれる。
第二共和国で1841年に制定された憲法では個人の権利と信教の自由を保証し、アンパロ（「保護」を意味する）という新しい法制度が導入された。1847年にユカタン・カスタ戦争が勃発すると、ユカタン共和国はメキシコの軍事力を必要とし、メキシコ合衆国への再編入がその条件とされた。

## スペイン植民地時代および独立前後のメキシコとユカタン
1617年にヌエバ・エスパーニャのユカタン総監領 (es:Capitanía General de Yucatán) が成立したが、副王のもとで多少の自治が認められていた。その範囲は今のユカタン州、カンペチェ州、キンタナ・ロー州、タバスコ州のほか、グアテマラのペテン県北部とベリーズに相当する地域が含まれていた。1786年にブルボン改革の一環としてインテンデンシア制が導入され、同地域はユカタン・インテンデンシアになった。
1810年にミゲル・イダルゴがドロレスの叫びを発し、メキシコ独立革命戦争がはじまった。1821年にアグスティン・デ・イトゥルビデおよびビセンテ・ゲレロはイグアラ綱領を発して新国家の目標を「宗教、独立、統一」の3つの保証と定めた。1822年7月21日にイトゥルビデはメキシコ第一帝政の皇帝アグスティン1世として即位した。
しかしメキシコシティから遠く離れたユカタン地方では独立革命の影響は限定されていた。ユカタンの知識人はメリダのサンフアン教会でスペインからの独立のための会議を定期的に開き、教会の名前からサンフアニスタ (es:sanjuanistas) と呼ばれた。1812年にカディス憲法が公布されると、サンフアニスタの勢力も増大した。しかし1814年にフェルナンド7世はカディス憲法を破棄し、サンフアニスタは粛清されて逮捕・投獄された。
1820年に元サンフアニスタのロレンソ・デ・サバラは愛国連合(Confederación Patriótica)を創立したが、連合は2派に分裂した。ひとつはスペインとカディス憲法の支持者であり、サバラの率いるもう1派はスペインからの完全な独立を目指していた。時のユカタン総督マリアノ・カリージョ・デ・アルボルノスはサバラらを強制的にスペイン国会の代議員としてマドリードに送り、他の自由主義者たちを投獄するよう命令した。
1821年にアルボルノスを継いで総督に就任したエチェベリはユカタン半島のスペインからの独立を宣言した。1821年11月2日にユカタンはメキシコ帝国に併合された。
1822年12月にアントニオ・ロペス・デ・サンタ・アナおよびグアダルーペ・ビクトリアがメキシコを共和国とするカサ・マタ綱領に署名し、アグスティン1世は退位を強制されて亡命した。これに対してユカタンは1823年4月27日に主権をもつことを表明し、5月29日にユカタン共和国（第一共和国）が成立したが、12月23日には自主的にメキシコ連邦共和国を構成する連邦制度上の1共和国になった。その後1824年メキシコ憲法によってメキシコ合衆国が成立し、ユカタンはその1州となった（タバスコは別の州）。

## ユカタン第二共和国

### 独立宣言

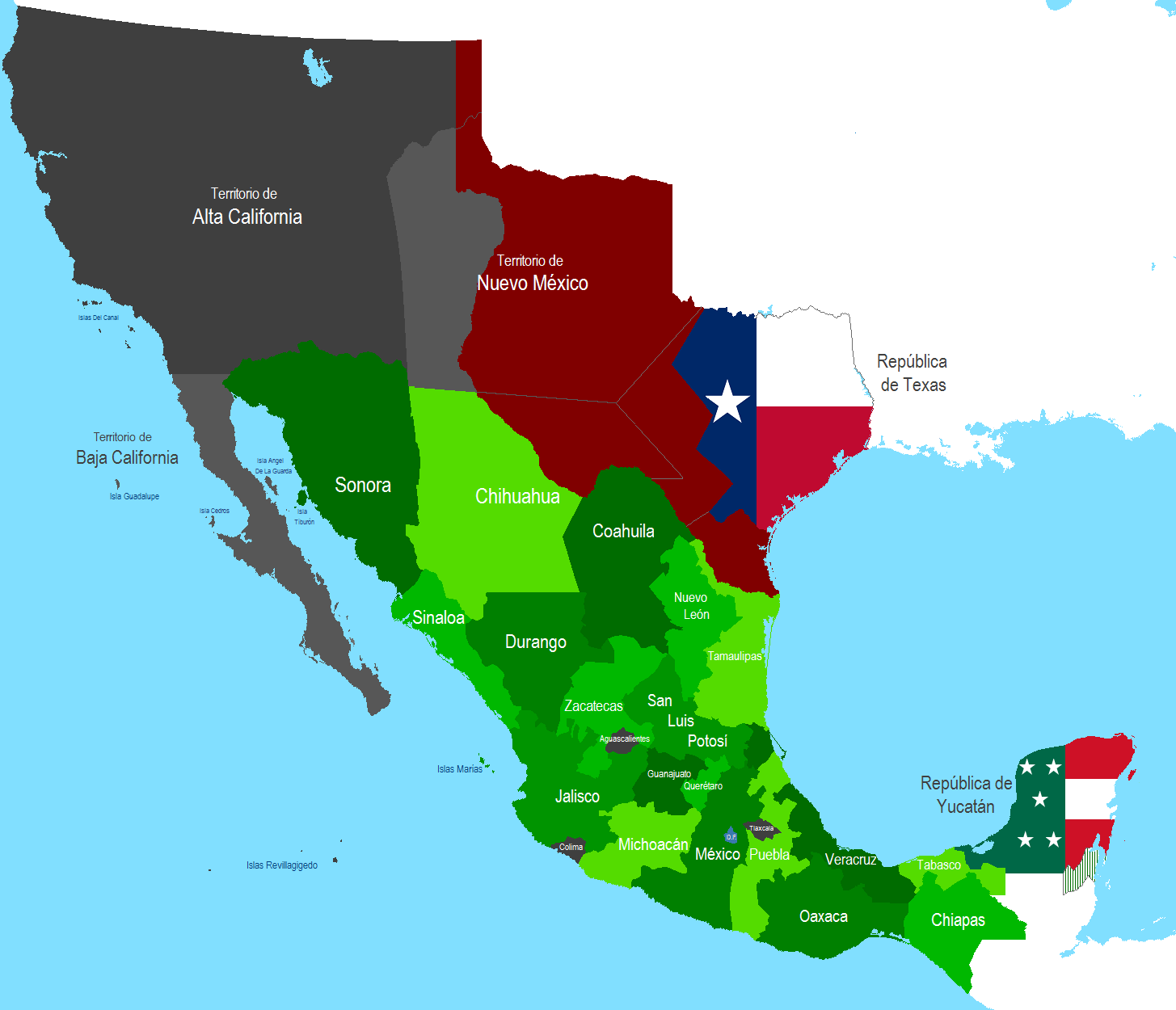
1847年のメキシコ

独立初期のメキシコでは連邦派と中央集権派が対立したが、1835年には中央集権派が実権を持ってユカタン州の自治が奪われるようになり、ユカタンの人々は独立を真剣に考えるようになった。ユカタン同様に辺境に位置し、アメリカ合衆国からの移民が多数派を占めるテハス（テキサス）でも中央集権派との対立が発生し、アメリカ合衆国からの義勇兵の支援によって1836年にテキサス共和国が独立した。その初代副大統領はユカタン出身のロレンソ・デ・サバラだった。
1840年2月12日にバジャドリドを征服したサンティアゴ・イマン (Santiago Imán) は、連邦制と1824年メキシコ憲法の復活を要求した。6日後にイマンはユカタンの独立を宣言した。6月6日にはカンペチェが連邦派によって軍事的に征服された。1841年3月16日にミゲル・バルバチャノの率いる群集がユカタン州都メリダの市庁舎からメキシコの旗を降ろし、サンタ・アナの中央集権に反対するユカタン共和国の国旗を掲げた。1841年10月1日、ユカタン州代議院はユカタン半島独立法 (es:Acta de Independencia de la Península de Yucatán) を採択した。

### 憲法
ユカタン憲法は1841年3月31日に公布され、5月16日より施行された。主要な権利にはすべての市民の個人の権利を基本的人権として認めること、信教の自由の宣言（79条）、同輩の陪審による裁判（69条）があった。73条では世俗的あるいは軍事的な特権が廃止された。62条第1項では政府の権力を制限する思想にもとづいてアンパロという法的保護の仕組みが立てられた。

### 旗
ユカタン共和国の国旗は左右2つの部分に分かれ、右側は赤と白の3本の横線から構成される。左側は緑の地に5つの星が描かれ、ユカタン共和国を構成する5つの県（メリダ、イサマル、バジャドリド、テカシュ、カンペチェ）を象徴する。旗の色はメキシコ国旗と同じであり、テキサス共和国の旗がアメリカ合衆国と同じ色を使用していたのとは異なる。

### メキシコとの関係

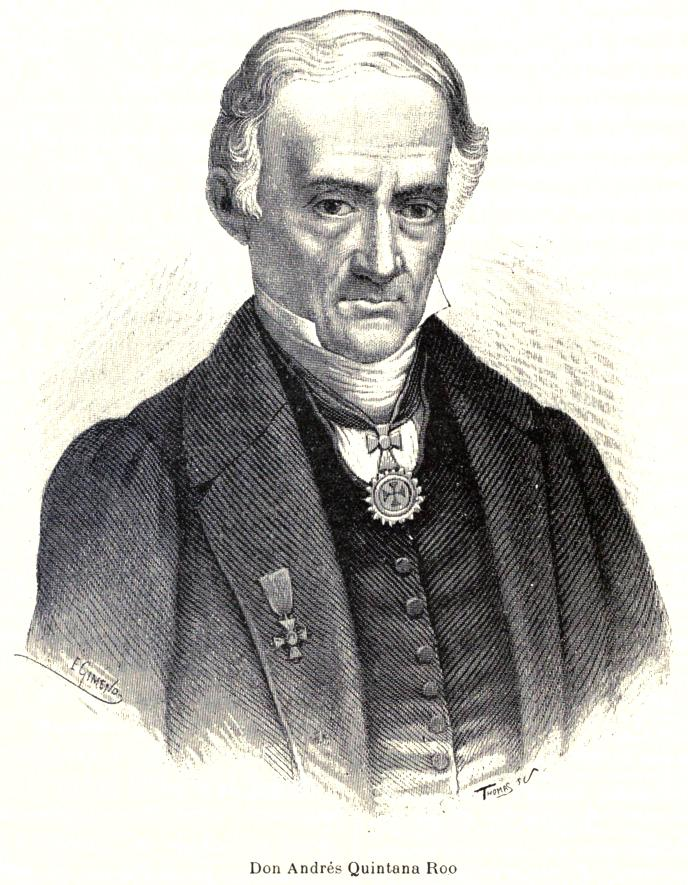
キンタナ・ロー

1841年10月1日にクーデターでアナスタシオ・ブスタマンテ大統領を排除したサンタ・アナは、メリダ出身のアンドレス・キンタナ・ローに依頼して、ユカタンをメキシコに復帰させるための交渉を行わせた。キンタナ・ローの交渉は成功し、1841年11月28-29日に条約が締結されたが、それによればユカタンは独自の税関と関税を維持し、ユカタン共和国の港には引きつづき自由に品物を通関させることを認める、などの特権が認められた。
しかしメキシコ中央政府はこの条約を無視し、ユカタンがメキシコに統合されてタクバヤ綱領を完全に認めることを要求した。ユカタンはサンタ・アナによって制定されたすべての法に従属する必要があった。また当時メキシコはテキサス共和国との戦争中であったため、ユカタンがテキサス共和国との関係を断ち切ることを要求した。いくつかの外交的交渉が行われたがすべて失敗した。
メキシコは武力に訴え、1842年8月に4隻の軍艦によってカルメン島（テルミノス湖の島、今のカンペチェ州カルメン）を占領した。ここを根拠地として（当時はメキシコとユカタンを結ぶ陸路は存在しなかった）メキシコ軍はチャンポトンを占領し、ついでカンペチェを取ろうと試みたが失敗したため、州都メリダへ向かった。メキシコ軍はテルチャク・プエルト (Telchac Puerto) に上陸し、テルチャク・プエブロ、モトゥル、ティシュココブを次々に落としていた。しかしメリダは11000人のマヤ先住民の兵士によって護衛を増強されており、1843年4月24日にメキシコ軍はあきらめてタマウリパス州タンピコに撤退した。
遠征は失敗したがサンタ・アナはユカタン共和国の独立を承認せず、ユカタン国旗を掲げた船がメキシコ領に入港することや、メキシコの船のユカタンへの通航を禁止した。これによって大きな経済問題を抱えたユカタンはメキシコと交渉を行った。サンタ・アナはユカタン側の提案したいくつかの条件を飲み、ユカタンの完全な自治を認めたままメキシコに復帰する協定に1843年12月5日に署名した。これによってユカタンとメキシコの港の間の通航が回復された。しかしながらメキシコ政府は1844年2月21日にはユカタンに与えられた自治を憲法違反であると裁定し、1845年末にメキシコ連邦議会は1843年12月の協定を破棄した。このため1846年1月1日にユカタンは再びメキシコからの独立を宣言した。

### 内部対立
ユカタン内部には、ミゲル・バルバチャノ (Miguel Barbachano) に率いられたメリダ派とサンティアゴ・メンデス (Santiago Méndez) に率いられたカンペチェ派の対立があった。バルバチャノは連邦派であり、メンデスは中央集権派だったがサンタ・アナの独裁には反対していた。両者の争いは熾烈で、1847年はじめには両派が別々の政府を持つほどであった。さらに第3の勢力としてマヤ人をあげる必要がある。
1846年にメキシコが1824年メキシコ憲法を復活させて連邦制が回復されると、メリダ派はユカタンのメキシコへの復帰に賛成したが、カンペチェ派はメキシコへ復帰すれば米墨戦争にユカタンが巻き込まれることになると主張した。同年10月に米艦隊がカルメンを占領し、一帯を封鎖した。1847年1月21日、メンデスはユカタンの首都をカンペチェに移したが、数ヶ月のうちに米海軍によってテキサス、メリダ、メキシコとの連絡が断たれた。同じころ、ユカタンの肉体労働力と兵力の大部分を担当し、高い税金を取られていたマヤ人が武器を取って白人とメスティーソに対してテピチ (Tepich) で1847年7月30日に反乱を起こした（ユカタン・カスタ戦争）。
危機に瀕したメンデス政権はワシントンDCにホセ・ロビラの率いる代表団を送って、米墨戦争に関してユカタン共和国が中立であると主張した。ロビラはユカタン共和国をアメリカ合衆国に編入することも提案したようである。フスト・シエラ・オレイリーを長とする1848年の2番目の代表団はユカタン半島全体をアメリカ合衆国に編入することを実際に提案した。
ユカタンをアメリカ合衆国に併合する提案はアメリカの拡張主義者やヤング・アメリカ運動 (Young America movement) の一部を引きつけた。ユカタン併合法案はアメリカ合衆国下院を通過したが、上院で廃案になった。米墨戦争は予想よりも複雑な様相を見せており、アメリカ議会はカスタ戦争に介入することを望まなかった。最終的に米国はカスタ戦争に正式に介入することはなかったものの、多くのアメリカ市民（多くは米墨戦争後に除隊した元兵士）が傭兵として戦った。

### メキシコへの復帰
メンデスは1848年4月にバルバチャノに政権を返還した。バルバチャノの最初の仕事は、戦争のため首都をケレタロに移していたメキシコ政府に対してカスタ戦争への経済的・軍事的支援を求めることだった。メキシコ大統領ホセ・ホアキン・デ・エレーラはこれを歓迎した。同年7月14日、米墨戦争でアメリカ側が得た領地と引き換えに支払った300万ペソのうちから15万ペソをユカタンに与えた。8月にカスタ戦争は鎮圧され、8月17日にバルバチャノはメキシコ連邦への復帰と1825年のユカタン州憲法の復活を命じた。
カスタ戦争がもたらしたもう一つの結果は、メキシコとグアテマラの国境関係に変化をもたらしたことだった。1823年以来、グアテマラで面積最大の県であるペテン県はユカタンへの編入を計画した。しかしながらカスタ戦争の悪化とマヤ人のいくつかの勝利にともなって計画は何度も延期され、最終的に1856年に放棄された。